# Напад НОВЈ на Босиљево јуна 1944.
30. јуна 1944. јединице 13. и 15. дивизије НОВЈ заједничким снагама извеле су успешан напад на Босиљево, посадно место на комуникацији између Карловца и Огулина. На само упориште нападале су две бригаде 15. дивизије, док су две бригаде 13. дивизије штитиле напад од покушаја интервенције из Огулина и Генералског Стола. Након 18 сати борбе, отпор немачко-усташких снага у упоришту је сломљен, а посада највећим делом ликвидирана.
Овај напад изведен је у координацији са интензивним борбама које су снаге Четвртог корпуса у том периоду водиле на Жумберку.
На овај напад осовинске снаге реаговале су концентрисањем снага и организовањем противудара 3. јула 1944. (Операција Флорет). У енергичном нападу, Босиљево је 4. јула поново заузето. 13. приморско-горанска дивизија одговорила је противакцијама и ослобођењем Дрежнице 12. јула.

## Претходне околности
Након операција Моргенштерн и Реселшпрунг, током јуна 1944, јединице НОВЈ повећале су притисак на гарнизоне и комуникације, како би преузели иницијативу. Четврти корпус НОВЈ усмерио је Седму дивизију и Унску оперативну групу на долину Уне а Осму и 34. дивизију на комуникације северно од Карловца. 13. приморско-горанска дивизија извела је напад на Цриквеницу. На иницијативу Главног штаба Словеније, за акције у пограничној области Словеније и Хрватске, формирана је привремена за ту операцију формирана је заједничка борбена групација, у коју је укључена и Петнаеста словеначка дивизија. Према плану операције, требало је заузети низ немачко-усташких отпорних тачака, међу којима Озаљ и Крашић.
Међутим, осовинске снаге реаговале су врло енергично на дејства НОВЈ северно од Карловца. 22. јуна покренута је операција против тих снага НОВЈ, а 27. јуна још једна, знатно јачим снагама.
У таквој ситуацији, у координацији штабова НОВЈ донета је одлука да се, уместо на Жумберку, изведе напад на Босиљево. Тиме је искоришћено слабљење осовинских посада, између осталог и у Босиљеву, у циљу напада на Жумберку. За напад на само упориште одређене су две Цанкарева и Дванаеста бригада 15. дивизије. У гарнизонима око Босиљева (Огулин, Оштарије, Генералски Стол, Топлице, Лешће, Звечај, Дуга Реса, Карловац) биле су присутне снаге од око 10.000 усташа и Немаца. За заштиту напада од интервенције ових снага одређене су две бригаде 13. дивизије, које су штитиле напад од покушаја интервенције из Огулина и Генералског Стола.
За овај напад формиран је заједнички оперативни штаб 13. и 15. дивизије.
Две дивизије Четвртог корпуса остале су да везују у борбама осовинске снаге на Жумберку.

## Ток борби
Преосталу посаду Босиљева након упућивања дела у акције на Жумберку, сачињавало је око 200 војника из немачког 1. ловачког резервног пука и 10. усташке бојне. Према оцени штаба 15. дивизије, Босиљево није било тешко утврђено, и „било (је) слабије утврђено насеље од непријатељских упоришта у Словенији". Замисао одбрана заснивала се на изненадим испадима у позадину нападача и на комуникацију са оближњим гарнизонима.
За напад на упориште је одређена Гупчева бригада и један батаљон 12. бригаде. Однос снага био је преко три према један у корист нападача, а у погледу ватрене моћи био је још повољнији. Снагама за напад су, уз противколски топ Гупчеве бригаде, придодате две хаубице 13. дивизије, јер је дивизион Прве артиљеријске бригаде Словеније придодат снагама Четвртог корпуса на Жумберку.
Нападом је непосредно руководио командант 15. дивизије Франц Кочевар Цирил.
Напад је почео у два сата по поноћи, 30. јуна. Упркос успешном привлачењу упоришту, заузимање на јуриш није успело, па су се батаљони нападне групе повукли из зоне дејства ватре бранилаца. Након што су око 11 часова активиране пристигле хаубице, након артиљеријске припреме уследио је нови јуриш. Ни овај јуриш није донео одлуку. Највећи успех постигао је 4. батаљон Гупчеве бригаде, који је заузео прве зграде у Босиљеву. Командант 15. дивизије оценио је да је наступио преломни тренутак, па је у напад убацио још један батаљон 12. бригаде и наредио свим снагама да се примакну упоришту и непосредно уништавају отпорне тачке.
За то време бригаде 13. дивизије водиле су оштре борбе са борбеним групама које су настојале да се по сваку цену пробију у Босиљево. Прва бригада контролисала је правце од Огулина, изводећи једним батаљоном демонстративни напад на Огулин. Она је одбила све покушаје делови 33. усташке бојне и 846. пука 392. дивизије из Огулина према Босиљеву. Ова група се затим определила да широким обухватом заобиђе бригаду, продревши у Врбовско, где јој се задржавајућом одбраном супротставио батаљон Приморско-горанског одреда. Друга бригада имала је много проблема са надмоћном и агресивном групом из Генералског Стола, која је непрекидно покушавала да изманеврише делове бригаде. На крају је ову групу Друга бригада јуришом разбила пред самим Босиљевом, тако да су се само мање групице пробиле у место.
Укупно око педесетак војника успело је да се пробије кроз положаје 2. бригаде 13. дивизије у Босиљево. Међутим, то није пореметило систематско напредовање словеначких батаљона. Митраљеска гнезда, бункери у утврђене зграде систематски су уништавана непосредним гађањем из топова, бацача и противтенковских пушака. Око 17. часова, кад је оценио да је одбрана довољно нарушена, командант 15. дивизије поново је наредио јуриш. До 20 часова уништене су последње тачке отпора. Цела посада је уништена или заробљена, осим мањих групица које су успеле да бекством избегну заробљавање. Заплењено је 14 пушкомитраљеза, 60 пушака, 9 аутомата, један лаки минобацач и 2 топа.

## Борбе Четвртог корпуса на Жумберку
У истом периоду штаб немачког 69. корпуса предузимао је узастопне операције против две дивизије Четвртог корпуса на Жумберку, са намером да обезбеци комуникацију Загреб - Карловац и Карловац - Метлика. У нападима је учествовао Први ловачки резервни пук, делови 1. козачке коњичке дивизије и 3. усташки здруг.
Током операције започете 22. јуна оштре борбе водила је бригада Фрањо Огулинац Сељо. У тим борбама погинуо је политички комесар бригаде, народни херој Маријан Бадел.
27. јуна почела је нова операција 69. немачког корпуса знатно ојачаним снагама под називом Денкерк II. Током четвородневних осштир борби између осталих погинули су и командант Карловачке бригаде 34. дивизије Фрањо Молек и начелник Штаба 1. бригаде 8. дивизије Душан Косановић.
Операције су окончане без резултата. Умешном одбраном уз употребу маневра и честе противнападе, Четврти корпус НОВЈ успео је да одбаци нападне групе у полазне гарнизоне. Следећу операцију са још већим снагама 69. корпус водио је у првој половини јула. Ова операција захватила је Жумберак и Белу крајину у Словенији. Снагама НОВЈ руководио је заједнички словеначко-хрватски оперативни штаб, а у борбама су учествовале и делови 15. дивизије (4. и 5. бригада). И ова операција окончана је неуспехом нападача. Одбрањена је слободна територија у Белој Крајини са центром у Метлики.

## Операција Флорет
Немачка Команда Југоистока наредила је концентрисање снага и напад на групацију НОВЈ у области југозападно од Карловца. 15. брдски корпус за ову акцију прикупио је 846. пук 392. дивизије и 33. усташку бојну. Напад је добио кодни назив "Подухват Флорет".
Истовремено, штаб Једанаестог корпуса НОВЈ планирао је своје нападне активности. Према плановима, Тринаеста дивизија требало је да задржи иницијативу, и да након Босиљева ликвидира посаде у Врбовском, Равној Гори и Делницама. 35. дивизија за то време имала је у плану нападе на Перушић. Широку Кулу и Лички Осик. Већ 1. јула бригаде су биле у покрету. У близини Врховина дошло је до изненадног сусрета маршевских колона Прве бригаде Тринаесте дивизије и усташке 33. бојне. Дошло је до оштре сусретне борбе, у којој је 33. бојна претрпела велике губитке. У тој борби погинуо је командант 1. бригаде, Срђан Узелац, народни херој.
Наступајуће осовинске снаге у области Босиљева наишле су на заштитне делове бригада Петнаесте дивизије НОВЈ. Осовински напад оцењен је у монографији као „добро организована и добро замишљена акција“ при чему су се „на неким секторима словеначке бригаде нашле у невољи“, али „у тим борбама 15. дивизија није доживела неки озбиљнији пораз".
С друге стране, према сећањима немачких учесника, била је то значајна победа за њих.
3. јула борбена група против јаког непријатеља заузела је Врбовско и ударила према Босиљеву,  где су из Огулина стремили и усташки 33. батаљон и III батаљон 846. пука.  Она је успела, делом истог дана, да нападом према северу одсече непријатељу који се повлачио излаз на Купу, наметне му борбу и нанесе му значајне губитке. Он је изгубио 106 избројаних мртвих и 31 заробљеног, 1 Пак, већи број митраљеза и пушака, и 20 коња. Доставни пут за Генералски Стол био је опет слободан, а 13. партизанска дивизија натерана да се повуче ближе граници Словеније.
Упркос осовинским настојањима, Једанаести корпус НОВЈ није испустио иницијативу из руку. 12. јула Прва бригада Тринаесте дивизије успешним нападом заузела је Делнице, а 9. јула почео је напад 35. дивизије НОВЈ на линију Перушић - Широка Кула - Лички Осик, чиме је започет низ обостраних јулских операција у Лици.